# Делгаду, Сиру
Сиру Маркис Делгаду (порт. Cyro Marques Delgado, р. 11 мая 1961) — бразильский пловец, призёр Олимпийских игр.
Родился в 1961 году в Униан-да-Витория. В 1979 году принял участие в соревнованиях по трём дисциплинам на Панамериканских играх, и в двух из них завоевал медали. В 1980 году на Олимпийских играх в Москве стал бронзовым призёром в эстафете 4×200 м вольным стилем; также принимал участие в эстафете 4×100 м вольным стилем, и в соревнованиях на дистанциях 100 м и 200 м вольным стилем. В 1983 году стал обладателем двух серебряных медалей Панамериканских игр. В 1984 году принял участие в Олимпийских играх в Лос-Анджелесе, но медалей не завоевал. В 1987 году завоевал две бронзовые медали Панамериканских игр.
По окончании спортивной карьеры был председателем Государственного комитета по спорту и Национального олимпийского комитета Бразилии.